# Zustellanlage

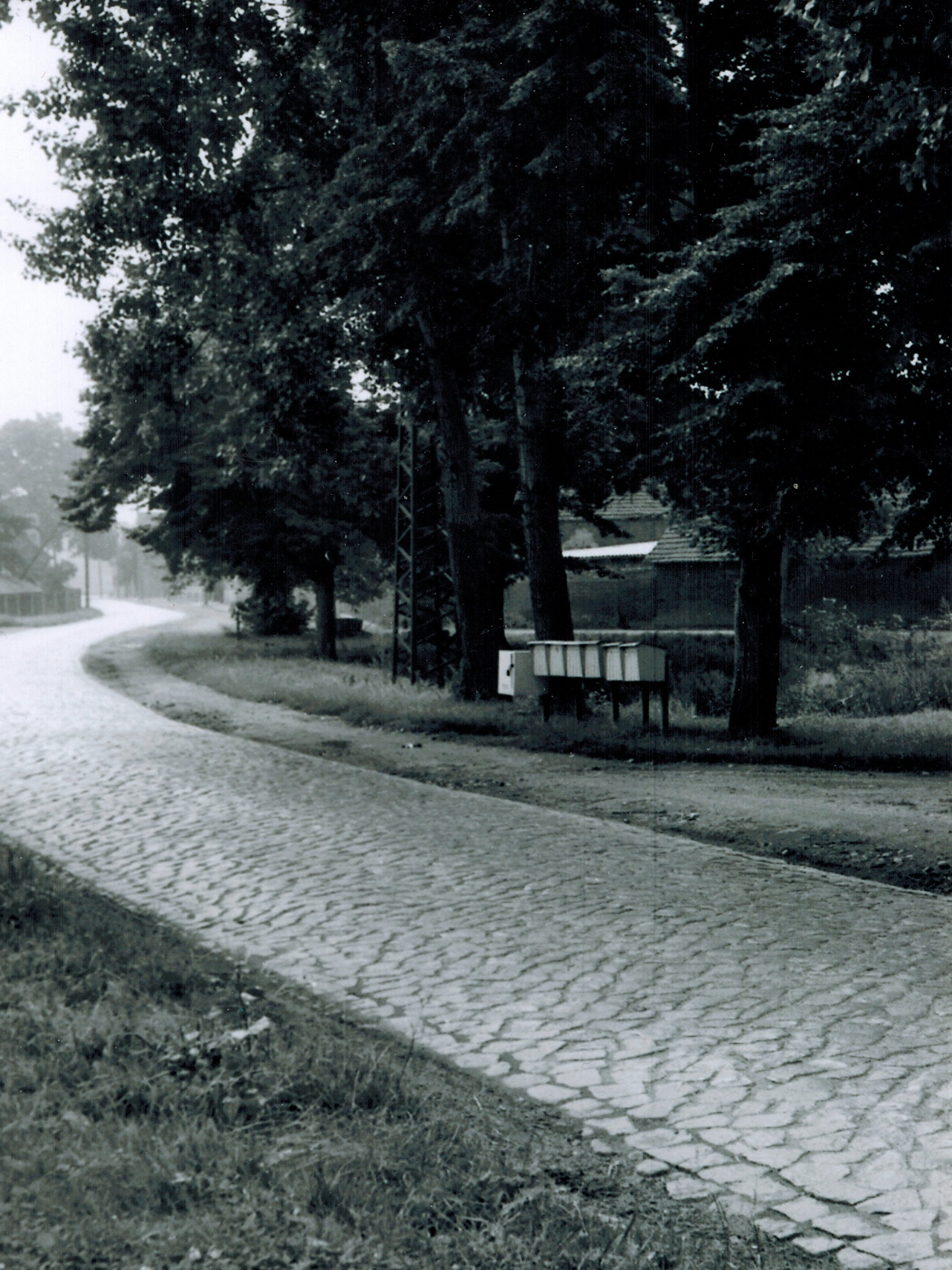
Zustellanlage für Postsendungen mit 6 Postboxen mit je 5 Postfächern und einem Paketfach (1987)

Eine Zustellanlage ist eine Anlage zur Zustellung von postalischen Lieferungen über eine in der Öffentlichkeit zugängliche Anlage. Diese Art der Zustellung war in der DDR vor allem auf dem Lande weit verbreitet.
Sie bestand aus Postfächern für die  Briefpost und Presseerzeugnisse für die einzelnen Haushalte eines Gebietes und aus nach Bedarf zu beschickenden größeren Paketfächern.
Zugang hatte man über einen Schlüssel für das Postfach. Bei Bedarf befand sich dann darin neben der Post der Schlüssel für das Paketfach.

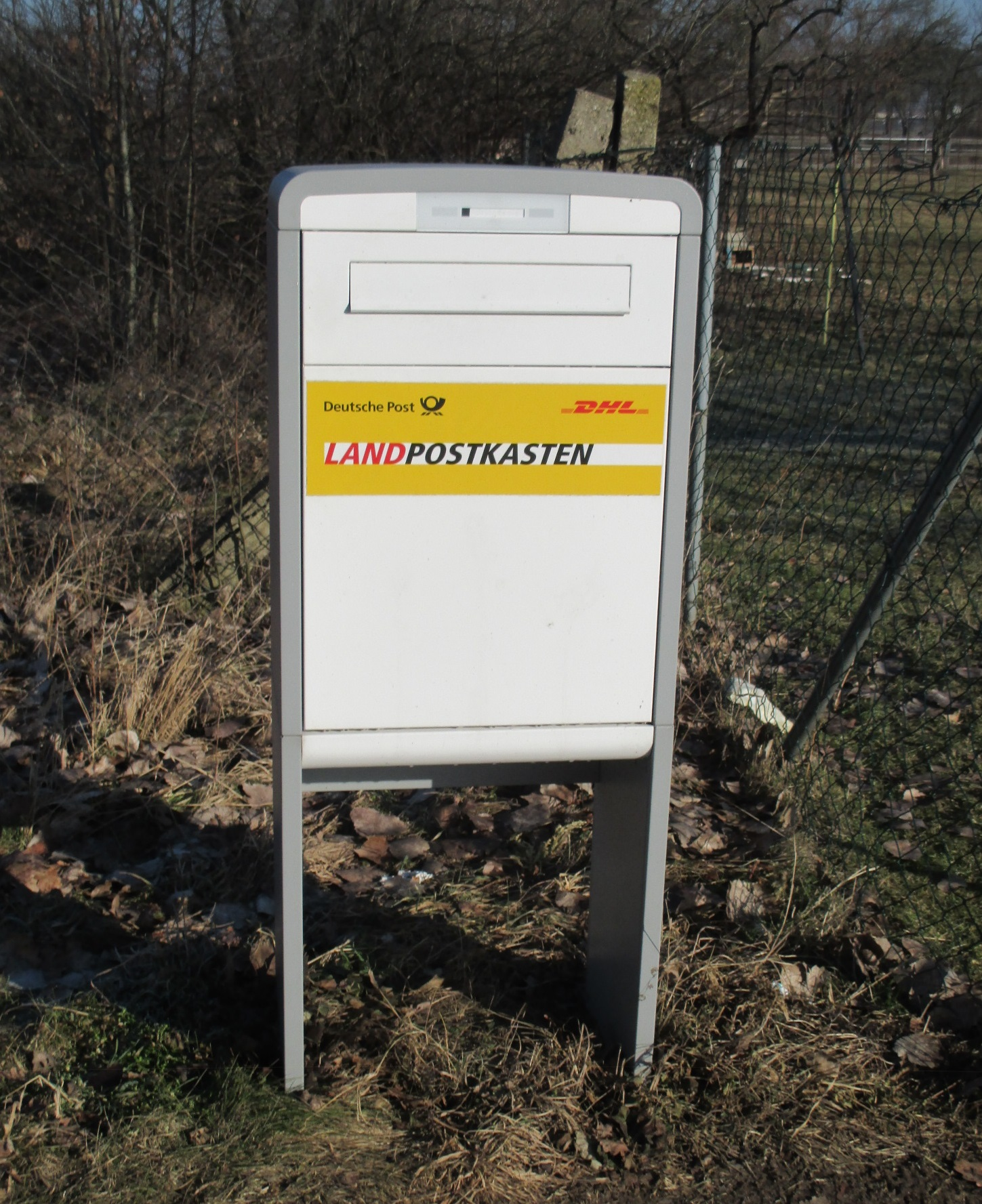
Zustellanlage Landpostkasten für Postsendungen mit einem Postfach und einem Paketfach von der Deutschen Post AG und DHL (2017)

Gegenwärtig betreibt die Deutsche Post insbesondere auf dem Land ähnliche Zustellanlagen unter dem Label Landpostkasten für weit von den öffentlichen Straßen entfernte Grundstücke.